# Dexter McCleon
Dexter Keith McCleon (* 9. Oktober 1973 in Meridian, Mississippi) ist ein ehemaliger US-amerikanischer American-Football-Spieler. Er spielte zehn Saisons auf der Position des Defensive Backs in der National Football League (NFL).

## NFL

### St. Louis Rams
McCleon wurde im NFL Draft 1997 als 40. Spieler in der zweiten Runde von den St. Louis Rams ausgewählt. Mit ihnen erreichte er den Super Bowl XXXIV und XXXVI, wobei die Rams nur ersteren gewannen.

### Kansas City Chiefs
Nachdem sein Vertrag bei den Rams ausgelaufen war, verpflichteten am 5. März 2003 die Kansas City Chiefs McCleon. Die Chiefs entließen ihn am 2. März 2006.

### Houston Texans
Am 28. Juli 2006 verpflichteten die Houston Texans McCleon. Im April 2007 wurde sein Vertrag zwar noch verlängert, jedoch wurde er im September 2007 entlassen.